# Observatori Astronòmic de Córdoba
L'Observatori Astronòmic de Córdoba és una institució de recerca, docència i extensió astronòmica de l'Argentina pertanyent la Universitat Nacional de Córdoba, creat el 24 d'octubre de 1871 pel President de l'Argentina Domingo Faustino Sarmiento.

## Història

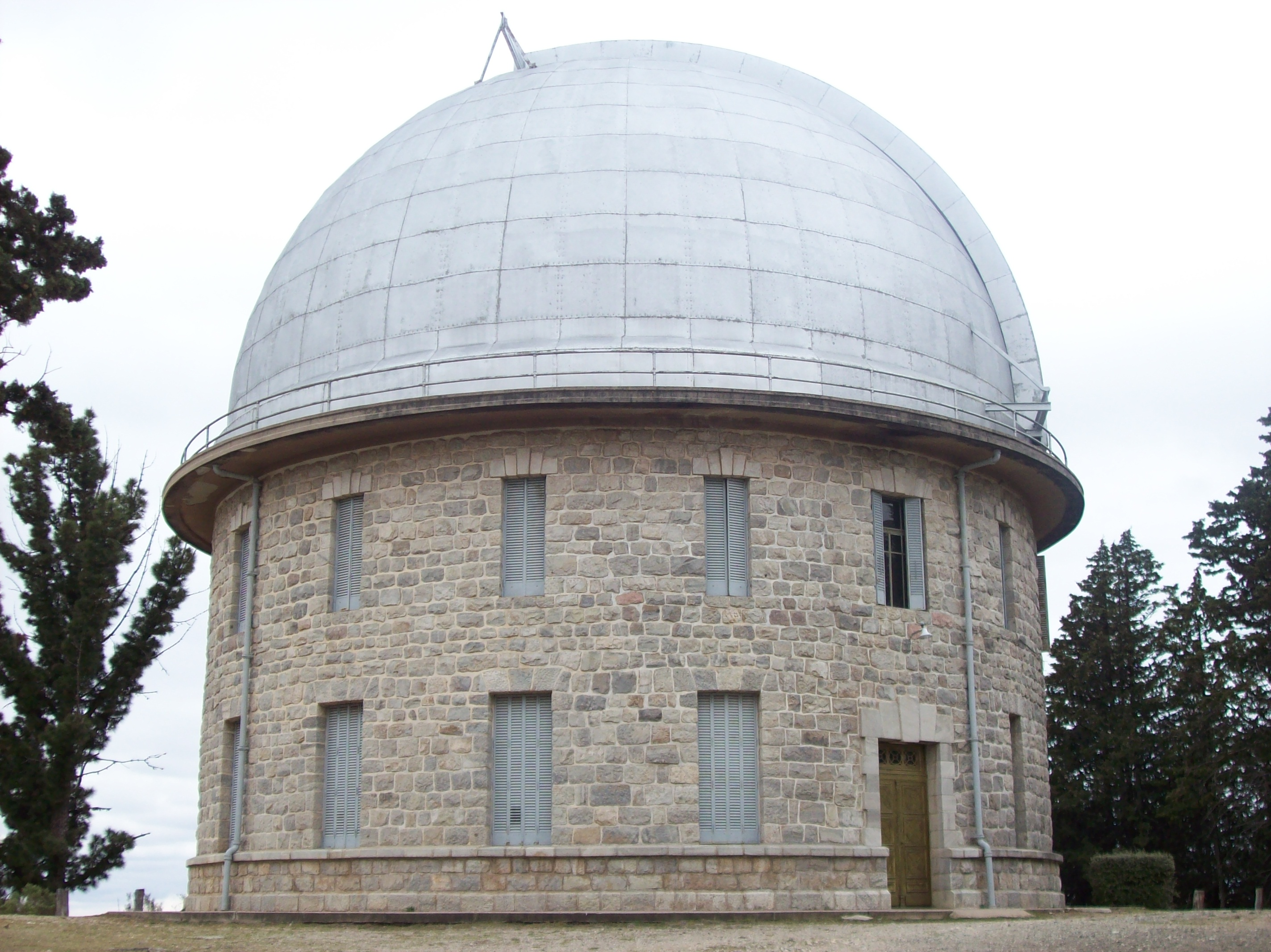
Observatori Astronòmic de Bosque Alegre, vinculat a l'observatori des de 1942.

Domingo Faustino Sarmiento fou iniciador dels estudis astronòmics a l'Argentina. Quan era representant del seu país als Estats Units, va tenir oportunitat de conèixer l'astrònom Benjamin Apthorp Gould, qui va oferir els seus serveis científics per fer estudis estel·lars a l'hemisferi Sud.
Ja instal·lat com a president de l'Argentina, Sarmiento va convidar el 1869 l'eminent científic i li prestà el seu suport per organitzar un observatori. Gould va arribar a Buenos Aires el 1870 i va haver d'esperar pacientment l'arribada dels aparells encarregats a una firma europea. Però, en l'espera de l'instrumental científic, va començar un mapa del cel austral a simple vista i amb l'ajut d'una ullera de teatre; el 24 d'octubre de 1871, data d'inauguració de l'Observatori Astronòmic de Córdoda, el mapa comptava amb més de 7.000 estrelles registrades i fou publicat posteriorment amb el nom d'Uranometria Argentina. Com a director de l'observatori la seva tasca d'organitzador i científic es va perllongar fins al 1885, any que marca el seu retorn als Estats Units. Entre els seus treballs hem d'esmentar la seu Catálogo de Zonas (1884), on va deixar registrades més de 70.000 estrelles de l'hemisferi austral, i el Catálogo General Argentino que conté al voltant de 35.000 estrelles les posicions de les quals van ser fixades amb molt bona precisió.

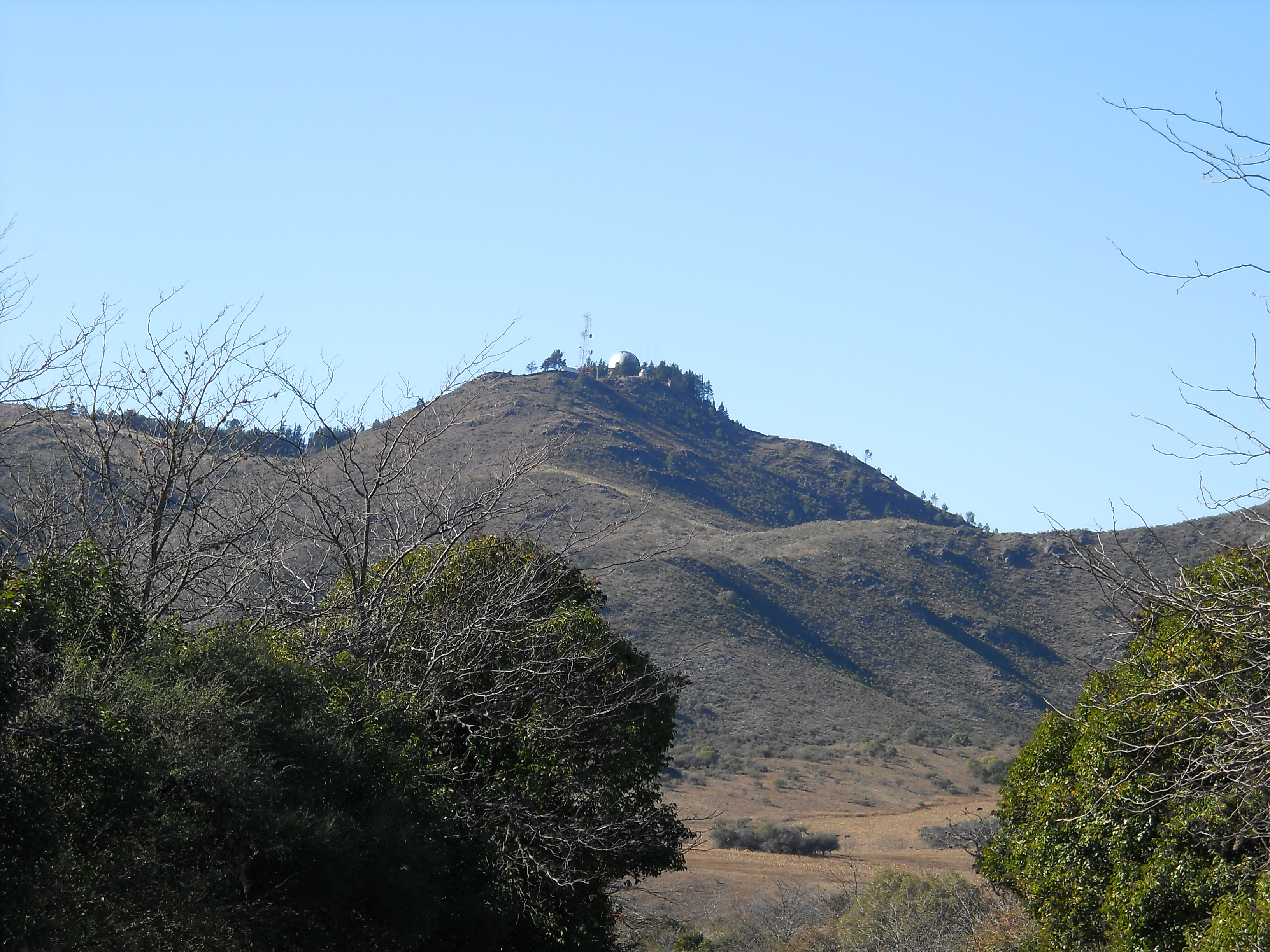
Vista de l'Observatori de Bosque Alegre des del vessant oest de les Sierras Chicas.

Va ser també gràcies a Gould que a l'observatori es van prendre les que serien unes de les primeres fotografies estel·lars del món. Per a aquest treball es van prendre centenars de plaques de cúmuls estel·lars oberts de l'hemisferi sud, que posteriorment es van mesurar per determinar les posicions de les seves estrelles. Aquesta obra va ser la primera sistemàtica i d'envergadura que es va realitzar en astronomia emprant la tècnica fotogràfica. Es va publicar el 1897 amb el nom de Fotografías Cordobesas.
La publicació dels primers mapejos importants del cel austral va tenir el seu punt culminant amb la conclusió el 1908 del monumental Córdoba Durchmusterung. Aquest catàleg de 613.718 estrelles és encara avui la base per a un punt de referència obligat en la història de l'Astronomia mundial.
Entre les més destacades aportacions realitzades per l'Observatori de Córdoba a principis del segle XX cal esmentar el de la confecció, juntament amb observatoris d'altres latituds, del primer gran relevament fotogràfic del cel ("Carte du Ciel"), i la determinació, juntament amb 35 observatoris de tot el món, de l'òrbita de l'asteroide Eros, tasca aquesta que va permetre millorar substancialment la determinació de la distància Terra-Sol.
Sota la direcció d'Enrique Gaviola (entre 1940 i 1947 i de 1956 a 1957) l'Observatori de Córdoba es va transformar en un centre científic de primer ordre, amb el disseny i construcció de l'Estación Astrofísica de Bosque Alegre inaugurada el 1942. La mateixa està situada a les Sierras Chicas, a 25 quilòmetres de la ciutat d'Alta Gracia, a 1250 metres sobre el nivell del mar. Va fer que l'observatori es vinculés amb l'Associació Física Argentina i va aconseguir personal i científics de dedicació exclusiva a més d'un excel·lent taller d'òptica. Allà es van formar entre altres Mario Bunge, Ernesto Sábato i José Antonio Balseiro.
Actualment en aquesta institució es desenvolupen tasques de recerca científica, docència de pre i postgrau i activitats d'extensió a la comunitat. A l'Estación Astrofísica de Bosque Alegre es realitzen observacions amb instrumental de fotometria i espectroscòpia.
Des de 1955 l'Observatori Astronòmic i la seva estació astrofísica depenen de la Universitat Nacional de Córdoba.
La Unió Astronòmica Internacional li ha assignat el Codi 822.

## Investigació i desenvolupament
Els catàlegs estel·lars de precisió aixecats amb cercle meridià des de l'època de Gould han servit per a la determinació de l'hora i per a la navegació en tot l'hemisferi austral.
El servei Meteorològic Nacional de l'Argentina va tenir el seu origen en l'Oficina Meteorològica creada per Sarmiento, a proposta de Gould, el 1872, com a part de l'Observatori de Córdoba. També sota la direcció de Gould es van realitzar les primeres determinacions precises de diferències de longitud i d'altura entre Buenos Aires, Rosario, Córdoba, Santiago de Xile. I les primeres operacions exactes de contrast de pesos i mesures van ser fetes a l'observatori, per encàrrec del Govern Nacional.
El servei telegràfic de l'hora oficial va estar càrrec de l'observatori per molts anys, passant després a l'Observatori Naval.
L'Observatori de Córdoba compta amb personal tècnic i d'Enginyeria que desenvolupa tècniques i instruments necessaris per a la recerca astronòmica. Els astrònoms d'aquesta institució estan majoritàriament formats a la Universitat Nacional de Córdoba.

## Nous projectes
Recentment, Argentina participa al costat dels Estats Units, Anglaterra, Canadà, i Brasil, un ambiciós conveni internacional anomenat "Projecte Gemini", el qual consisteix en dos grans telescopis de 8 metres de diàmetre cadascun. (Hawaii i Xile). El temps d'observació en ambdós telescopis és compartit pels astrònoms dels països participants. Aquests poderosos telescopis van començar a operar a finals del segle passat i van significar un nou i gran pas cap al coneixement.

## Directors
| Dr. Benjamin Apthorp Gould                  | 1871-1885 |
| Sr. John Macon Thome]                       | 1885-1908 |
| Ing. Eleodoro Sarmiento (Interí)            | 1908-1909 |
| Dr. Charles Dillon Perrine                  | 1909-1936 |
| Ing. Félix Aguilar (Interventor)            | 1936-1937 |
| Sr. Juan José Nissen                        | 1937-1940 |
| Dr. Ramón Enrique Gaviola                   | 1940-1947 |
| Dr. Ricardo P. Platzeck (Interí)            | 1947-1951 |
| Sr. Jorge Bobone (Interí)                   | 1951-1953 |
| Dr. Jorge Sahade                            | 1953-1955 |
| Sr. Jorge Bobone]                           | 1955-1956 |
| Dr. Ramón Enrique Gaviola]                  | 1956-1957 |
| Dr. Livio Gratton                           | 1957-1960 |
| Dr. Jorge Landi Dessy (Interí)              | 1960-1971 |
| Dr. José Luis Sérsic (Director Substitut)   | 1971-1972 |
| Dr. Luis Ambrosio Milone                    | 1972-1973 |
| Dr. Roberto Félix Sisteró                   | 1973-1976 |
| Dr. Carlos R. Fourcade (Director substitut) | 1976      |
| Dr. Luis Ambrosio Milone                    | 1976-1982 |
| Dr. José Luis Sérsic                        | 1982-1983 |
| Dr. Gustavo J. Carranza                     | 1984-1995 |
| Dr. Juan José Clariá Olmedo                 | 1995-1998 |
| Dr. Gustavo J. Carranza                     | 1998-2002 |
| Dr. Luis Ambrosio Milone                    | 2002-2005 |
| Dr. Emilio Lapasset                         | 2005-2011 |
| Dr. Diego García Lambas                     | 2011-2017 |
| Dr. Manuel Merchán                          | 2017-2021 |
| Dra. Mercedes Gómez                         | 2021-     |